# 奥利霍瓦特卡区
奥利霍瓦特卡区（俄语：Ольховатский район）是俄罗斯联邦沃罗涅日州下辖的一个区，其行政中心为奥利霍瓦特卡。据2016年统计，该区的人口为23106人。